# Конный завод

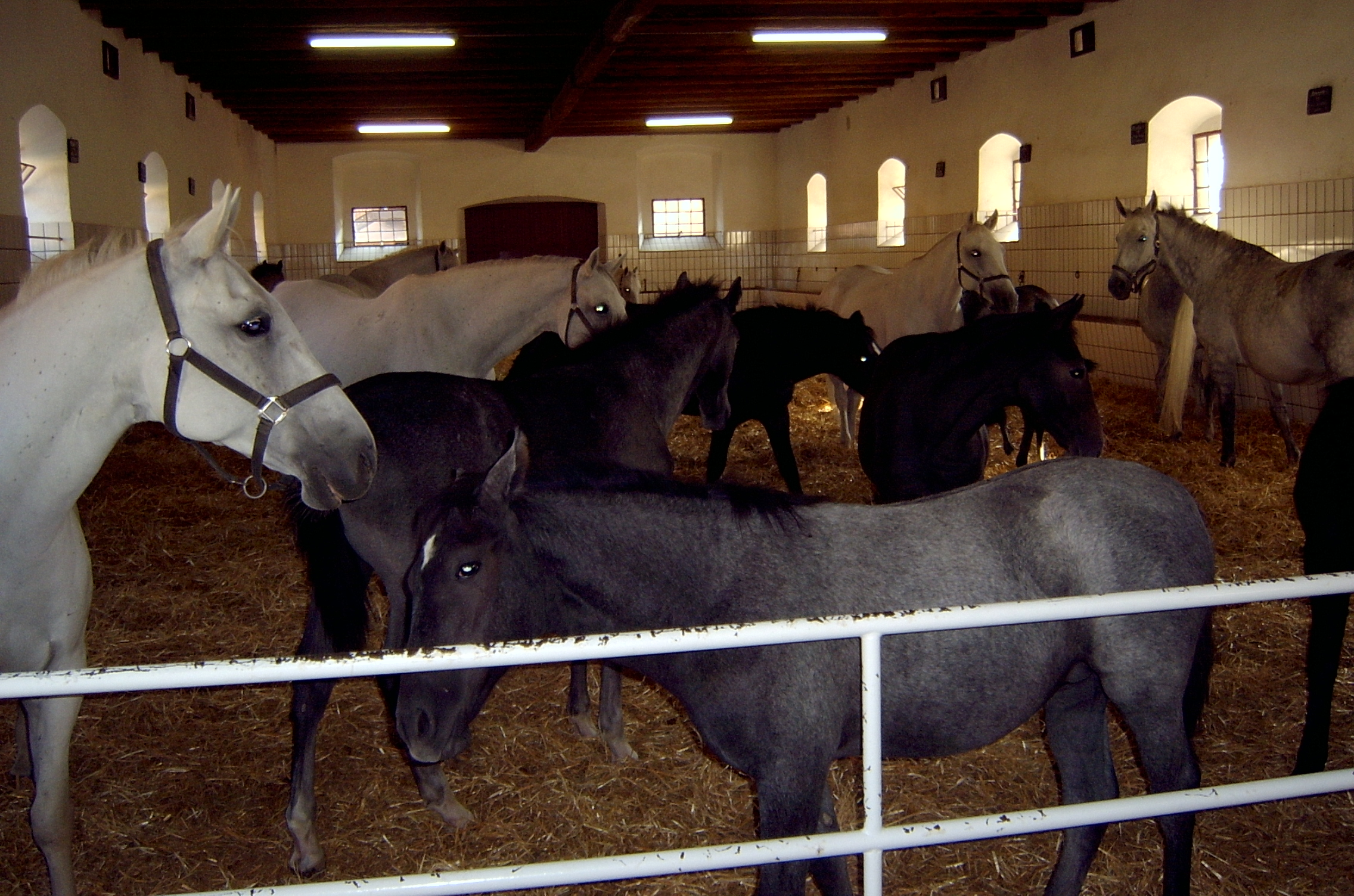
Лошади липпицанской породы в конном заводе Пибер.

Конный завод — коневодческое хозяйство, занимающееся воспроизводством лошадей, как правило племенных и высококачественных спортивных (ранее для всех видов человеческой деятельности), а также совершенствованием существующих и созданием новых пород лошадей (заводская порода, заводская лошадь — не степная, не крестьянская, выращенная на заводе), племенной репродуктор, по разведению и улучшению лошадей определённой породы, типа или направления с поголовьем более 35 маток.
В литературе применяется сокращение Конезавод. Ранее на Руси (в России) конезавод назывался кобылья конюшня.

## История
Элементы конных заводов имели место ещё в древности, например у арабов, на протяжении 3000 лет разводивших арабскую лошадь, славян или у туркменов, разводивших ахалтекинскую лошадь. Уже тогда старались отбирать на воспроизводство лучших жеребцов и кобыл: самых ярких по экстерьеру, удобных на аллюре, самых резвых и самых выносливых. Уже в те времена скрещивания с другими лошадьми запрещались или проводились для определённых целей под строгим контролем.
На Руси (в России) с начала XIV века существовали княжеские «стада коневые». Первоначально слово «завод» в русском языке означало «заводить» (в значении «заиметь»), «разводить» и имело отношение только к лошадям. В XV — XVIII веках, когда в России появились первые конные заводы (кобыльи конюшни), они занимались прежде всего, «ремонтом» лошадей для кавалерии. Слово «ремонтировать» тогда означало пополнять конный состав войска (вооружённые силы) подготовленными новыми, молодыми лошадьми.
В конце XV века под Москвой был организован первый государственный конный завод Хорошёвский.
К XVI — XVII веку появляются многочисленные конные дворцовые, монастырские и боярские заводы.
С начала XVII века начинают развиваться государственные, частновладельческие и военные конные заводы, которые в основном выращивали лошадей для нужд вооружённых сил России.

… завести конские заводы, а именно: в Казанской, Азовской и Киевских губерниях, а для заводу кобыл и жеребцов купить в Шлезии и в Пруссах.— Указ Петра I, от 16 января 1712 года.
Например в слободе Лосева на реке Битюге, был устроен конный завод для разведения породы «битюгов».
В период Елисаветы Петровны гвардейская и армейская конница получала лошадей из Малороссии, с Дона, Кавказа, отчасти из-за границы (для кирасир) и от частных заводов (в середине XVIII века их было 20, а к концу — 250).
В XIX веке количество государственных конных заводов постепенно уменьшается, а частных увеличивается. Самым известным в то время стал конный завод графа А. Г. Орлова-Чесменского (там был выведен орловский рысак) Хреновской конный завод.
К окончанию XIX века, Россия по количеству лошадей занимала первое место в мире: из 60 456 000 (приблизительно) лошадей, а именно 32 253 400 в Европе, 4 125 400 в Азии, 656 000 в Африке, 20 909 000 в Америке и около 1 441 500 в Австралии, на долю России приходится более 25 000 000.
В XVII—XIX веках в конных заводах стран Западной Европы были созданы:
чистокровная верховая, американская стандартбредная, брабансоны, першероны, ардены, шайры.
19 июля 1918 года — «Декрет о племенном животноводстве» — коннозаводство с этого дня подчинялось интересам развития массового коневодства СССР. Конные заводы снабжали племенными лошадьми государственные заводские конюшни и племенные коневодческие фермы колхозов (совхозов).
В ноябре 1920 года Реввоенсовет Республики издал приказ № 2527, в котором приказывалось организовать военные конные заводы, объединяемые Управление коневодства и коннозаводства на Дону и Северном Кавказе. На основании этого приказа была разработана система дислокации военных конных заводов находившиеся подчинении у Революционного военного совета республики, а не у Главного управления коневодства и коннозаводства (ГУКОН).
К концу 1923 года на территории РСФСР действовали уже 111 государственных конных заводов.
На 1 января 1935 года в СССР имелось 100 конных заводов с поголовьем в 104 610 голов.
В конце 1940-х годов в Союзе ССР насчитывалось 160 государственных конных заводов, объединяемых трестами по территориальному принципу, 147 государственных конюшен, 63 государственных племенных рассадника, более пяти тысяч конеферм колхозов и совхозов, около 100 ипподромов, ВНИИ коневодства с пятью зональными станциями.
В 1972 году в Министерстве сельского хозяйства СССР насчитывалось свыше 100 конных заводов (на 1 января было 103 конных завода, из них заводов рысистых лошадей — 45, верховых — 45 и тяжеловозных — 13) по разведению верховых, рысистых и тяжеловозных пород.
В конных заводах Союза ССР были выведены и в послевоенные годы апробированы 13 новых пород лошадей (год утверждения): владимирская (1946), будённовская (1948), терская (1948), русская рысистая (1949), торийская (1950), кустанайская (1951), советская тяжеловозная (1952), русская тяжеловозная (1952), латвийская упряжная (1952), новокиргизская (1954), литовская тяжелоупряжная (1963), кушумская (1976), украинская верховая (1990), белорусская упряжная (2000).
Современные конные заводы имеют различную специализацию или направление: рысистое, скаковое, спортивное, верховое или тяжеловозное. В зависимости от направления разрабатывается селекционный план, вводятся определённые условия кормления и заводского (первичного) тренинга лошадей. Благодаря ведущейся в конных заводах селекции, особым условия содержания и кормления, лошади, рождённые в конном заводе, значительно отличаются от лошадей той же породы, но рождённых в крестьянских или некрупных фермерских хозяйствах. Заводские лошади отличаются крупным ростом, более высокой резвостью, гармоничностью и правильностью форм экстерьера. В свою очередь, лошади заводских пород ещё сильнее отличаются от пород, разводимых только на селе (так называемые, местные породы).

## Типы

### Царский период
- дворцовый конный завод
- монастырский конный завод
- боярский конный завод

### Имперский период
- государственный конный завод (шесть)
  - военные конный завод
- частновладельческий конный завод (около 6000, с маточным поголовьем от трёх — 4 маток и более)

### Советский период
- государственный конный завод
  - военный конный завод
  - конный завод НКЗ
- колхозный конный завод

## Состав
Любой конный завод представляет собой комплекс зданий на отдельном участке, к которым относятся:
- конюшни с денниками отдельно для жеребцов-производителей, отдельно для кобыл (заводских маток) и отдельно для молодняка и жеребят, отлучённых от матери (отъёмышей);
- манежи для работы и тренинга лошадей;
- помещения для хранения амуниции и фуража;
- шорная мастерская, кузница, ветлечебница;

Жеребцы-производители содержатся отдельно от кобыл в денниках площадью не менее 16 м². Ежедневно им предоставляется часовой моцион в виде проездки под седлом или в упряжи (в зависимости от разводимой породы). На конном заводе должны быть левады или паддоки, где производители могут свободно передвигаться и пастись.
Матки содержатся в денниках площадью не меньше 14 м². Для них также предусмотрен ежедневный моцион. Их прогоняют на расстояние 5-7 км переменным аллюром. Кобылы с жеребятами в летнее время почти круглосуточно содержатся на пастбище и загоняются в денники только в неблагоприятную погоду или для подкормки.
Жеребят-отъёмышей содержат в отдельных денниках или группами в залах зимой и на пастбище летом.
Все рождённые в конном заводе жеребята подлежат строгому учёту. Их записывают в племенную книгу породы и клеймят. В основном ставят номер табуна или последние две цифры года рождения лошади. Некоторые конные заводы, особо известные в мире или те из них, где содержится так называемое «ядро» той или иной породы ставят особое клеймо, по которому на протяжении всей жизни лошади можно будет узнать, что это питомец именно этого конного завода. Так, например, немецкий конный завод «Гросс-Тракенен», разводящий тракененскую породу лошадей, ставит всем своим лошадям клеймо в виде лосиных рогов. Эта знаменитая на весь мир спортивная порода, гордость Германии, появилась именно в этом конном заводе. И, несмотря на то, что сегодня тракененов разводят по всей Европе и в России, клеймо в виде лосиных рогов носят только тракенены, рождённые в «Грос-Тракенене».
В России сегодня существует около 70 государственных конных заводов, в последнее время начали создаваться и частные конные заводы.
Известные зарубежные конные заводы: Ньюмаркет, Лаймстон Стад, Уильям Хилл (Великобритания), Буа Руссель, Кетьевиль, Мениль (Франция), Клейборн Фарм, Спейндрафт (США), Градицкий (Германия).